# Cristina, Prințesa Imperială a Braziliei
Cristina (n. 11 august 1955, Belœil, Valonia, Belgia) este fiica Prințului Antonio de Ligne și a Prințesei Alice și actuala Prințesă Imperială a Braziliei din 2022, prin căsătoria ei cu Prințul Antonio . Este o prințesă belgiană și braziliană, a avut 4 copii: prințul Pedro Luiz (decedat), prințesa Amelia, prințul Rafael și prințesa Maria Gabriela .
Christine de Ligne, născută în Château de Beloeil, în provincia Hainaut, Belgia, este al patrulea copil și a doua fiică a celor șapte copii ai lui Antoine 13 Prințul de Ligne (1925-2005) și Prințesa Alix de Luxemburg (1929-2019). ). . Ea este sora lui Michel 14 Prințul de Ligne, șeful casei sale din 2005  .
Prin mama ei, ea este nepoata Marii Ducese Charlotte de Luxemburg (1896-1985) si este descendenta lui Robert, ultimul duce de Parma (1848-1907), precum si a Regelui Mihai I al Portugaliei (1802-1866)  .

## Căsătoria și Descendenții
După o logodnă încheiată în iunie 1981 , Prințesa Christina s-a căsătorit pe 25 septembrie 1981 civil la Beloeil, apoi religios a doua zi, în capela Château de Belœil, Prințul Antonio, născut la Rio de Janeiro la 24 iunie 195024 iunie 1950, Prinț Imperial al Braziliei din 15 iulie 2022 , fiul Prințului Pedro Henrique (1909-1981) și al Prințesei Maria Elisabeta (1914-2011)  .
Cuplul are patru copii calificați cu predicatul de curtoazie de Alteță Regală și titlurile de curtoazie de Prinț sau Prințesă al Braziliei ,  :
- Pedro Luiz de Orleans e Bragança, născut la Rio de Janeiro la 12 ianuarie 1983 și dispărut pe mare la 1 iunie 2009 în timpul prăbușirii zborului Air France 447 [6], [7] ;
- <i id="mwNA">Amélia</i> de Fátima de Orleans e Bragança, născută la Bruxelles la 16 martie 1984, a renunțat la drepturile ei dinastice și a continuat pe 14 iulie 2014, la Rio de Janeiro, lui Alexander James Spearman (n. 1984), descendent al lui Sir Alexander Young Spearman, Primul Baronet Spearman (1793–1874) ;
- Rafael Antônio Maria de Orleans e Bragança, născut la Rio de Janeiro la 24 aprilie 1986 ;
- Maria Gabriela Fernanda de Orleans e Bragança, născută la Rio de Janeiro la 8 iunie 1989.